# Montesano
La ville de Montesano est le siège du comté de Grays Harbor, situé dans l'État de Washington, aux États-Unis.

## Personnalités liées à la ville
- Le guitariste Buzz Osborne, alias King Buzzo, est né à Montesano en 1964.
- Le rameur Robert Moch, champion olympique, y est né en 1914